# اچ‌ام‌اس گلنگیل
اچ‌ام‌اس گلنگیل (به انگلیسی: HMS Glengyle) یک کشتی بود که طول آن ۵۰۷ فوت ۶ اینچ (۱۵۴٫۶۹ متر) بود. این کشتی در سال ۱۹۳۹ ساخته شد.